# Plasa Fălești, județul Bălți
Plasa Fălești a fost o unitate administrativ-teritorială din perioada interbelică, în județul Bălți  din România. Plasa a fost înființată în anul 1918 după unirea Basarabiei cu România. În 1925, după aprobarea legii cu privire la unificarea teritorial-administrative a României componența și suprafața plășii a suportat modificări. 

### 1925
Plasa Făleștia fost alcătuită din 10 comune și 42 sate.
| Comună                  | Localități                | Amplasarea actuală |
| ----------------------- | ------------------------- | ------------------ |
| 1. Albineți             |                           |                    |
| Albineți                | Albinețul Vechi, Fălești  |                    |
| Albineții-Noi           | Albinețul Nou, Fălești    |                    |
| Musteața                | Musteața, Fălești         |                    |
| Rediueni                | Rediul de Jos, Fălești    |                    |
| Socii-Noi               | Socii Noi, Fălești        |                    |
| Socii-Vechi             | Socii Vechi, Fălești      |                    |
| 2. Catranâc-Alexăndreni |                           |                    |
| Catranâc-Alexandreni    | Catranîc, Fălești         |                    |
| Ciuluc                  | Ciuluc, Fălești           |                    |
| Gheorghieni             | Egorovca, Fălești         |                    |
| Ișcălău                 | Ișcălău, Fălești          |                    |
| Petrosu-Nou             | Pietrosu, Fălești         |                    |
| 3. Călinești            |                           |                    |
| Călinești               | Călinești, Fălești        |                    |
| Chetriș                 | Chetriș, Fălești          |                    |
| Hânceștii-Niorcani      | Hîncești, Fălești         |                    |
| Moara-Domnească         | Moara Domnească, Glodeni  |                    |
| 4. Ciuciulea            |                           |                    |
| Ciuciulea               | Ciuciulea, Glodeni        |                    |
| Viișoara                | Viișoara, Glodeni         |                    |
| 5. Cuhnești             |                           |                    |
| Bisericani              | Bisericani, Glodeni       |                    |
| Clococenii-de-Jos       | Clococenii Vechi, Glodeni |                    |
| Cuhnești                | Cuhnești, Glodeni         |                    |
| Sârgheni                | inclus în satul Cuhnești  |                    |
| Tomeștii Vechi          | Tomeștii                  |                    |
| 6. Fălești              |                           |                    |
| Călugăr                 | Călugăr, Fălești          |                    |
| Fălești                 | Fălești                   |                    |
| Făleștii-Noui           | Făleștii Noi, Fălești     |                    |
| Ilenuța                 | Ilenuța, Fălești          |                    |
| Pânzăreni               | Pînzăreni, Fălești        |                    |
| Valea Pânzăreni         | Pînzărenii Noi, Fălești   |                    |
| 7. Izvoarele            |                           |                    |
| Bocșa                   | Bocșa                     |                    |
| Hruba-Nouă              | Hrubna Nouă, Fălești      |                    |
| Isvoarele               | Izvoare, Fălești          |                    |
| 8. Limbenii-Vechi       |                           |                    |
| Limbenii-Noui           | Limbenii Noi, Glodeni     |                    |
| Limbenii-Vechi          | Limbenii Vechi, Glodeni   |                    |
| 9. Năvârneți            |                           |                    |
| Cozmenii-Vechi          | Cuzmenii Vechi, Fălești   |                    |
| Drujineni               | Drujineni, Fălești        |                    |
| Logofteni               | Logofteni, Fălești        |                    |
| Năvârneți               | Năvîrneț, Fălești         |                    |
| 10. Obreja-Veche        |                           |                    |
| Moldovanca              | Moldoveanca, Fălești      |                    |
| Obreja-Nouă             | Obreja Veche, Fălești     |                    |
| Obreja-Veche            | Obreja Nouă, Fălești      |                    |
| 11. Sărata-Veche        |                           |                    |
| Ciolacu-Nou             | Ciolacu Nou, Fălești      |                    |
| Hâtrești                | Hitrești, Fălești         |                    |
| Sărata-Nouă             | Sărata Nouă, Fălești      |                    |
| Sărata-Veche            | Sărata Veche, Fălești     |                    |
| 12. Scumpia             |                           |                    |
| Cotu Sandagiului        | Bulhac                    |                    |
| Hârtopu-Popii           | Hîrtop, Fălești           |                    |
| Niculăeni               | Nicolaevca, Fălești       |                    |
| Scumpia                 | Scumpia                   |                    |

### 1929
Plasa Fălești avea (la 1930) 132 localități:
1. Agronomul
2. Albineț
3. Albeniții-Noui
4. Alexandreni
5. Alexieni
6. Avrămeni
7. Balatina
8. Berești
9. Bisericani
10. Blândești
11. Bocșa
12. Bogdănești
13. Bogheni
14. Boghienii-Noui
15. Braniștea
16. Brânzenii-Noui
17. Buciumeni
18. Bumbăta
19. Burghelea-Soci
20. Bușilă
21. Butești
22. Buzduganii-de-Jos
23. Buzduganii-de-Sus
24. Cajba
25. Camenca
26. Catrănâc
27. Călinești
28. Călugăr
29. Cetireni
30. Chetriș
31. Chirileni
32. Ciolacu-Nou
33. Cilacu-Vechiu
34. Ciolacu- Noui
35. Cioropcanii-Vechi
36. Ciuciulea
37. Clococenii-de-Jos
38. Clococenii-Vechi
39. Coiuceni
40. Condrătești
41. Cornești-Sat
42. Cornești-Târg
43. Coșeni
44. Cotu-Sandagiu
45. Cozmenii-Noui
46. Cozmenii-Vechi
47. Cubani
48. Cuhnești
49. Curtoaia
50. Damașcani
51. Dănuțeni
52. Drujineni
53. Dușmani
54. Elisabeta
55. Făgădău
56. Fălești
57. Făleștii-Noui
58. Florești
59. Florițoaia-Nouă
60. Florițoaia-Veche
61. Gheorghieni
62. Gherman-Dumeni
63. Gherman-Telenești******
64. Grășenii Noui
65. Grășenii-Vechi
66. Grozeasca
67. Grubna-Nouă
68. Hărești
69. Hâncești-Niorcani
70. Hârcești
71. Hârtopul-Popii
72. Hâtrești
73. Ilineuca
74. Ișcalău
75. Izvoare (Balatina)
76. Izvoarele (Sculeni)
77. Limbenii-Noui
78. Limbenii-Vechi
79. Logofteni
80. Lucăceni
81. Manoilești
82. Măgureanca
83. Mânzătești
84. Mânzăteștii-Vechi
85. Medeleni
86. Micleușeni
87. Mircești
88. Moara-Domnească
89. Moldovanca
90. Morenii-Noui
91. Morenii-Vechi
92. Musteața
93. Năvârneț
94. Năpădeni
95. Negurenii-Noui
96. Negurenii-Vechi
97. Nicolăeni
98. Niculenii-Nouă
99. Obreja Nouă
100. Obreja Veche
101. Pînzăreni
102. Pârlița-Sat
103. Pârlița-Târg 2
104. Petrești
105. Petrosul-Nou
106. Petroșani
107. Poiana
108. Procoave
109. Rădenii-Noui
110. Rădenii Vechi
111. Răteni
112. Răteni-Vasiliuți
113. Răzoaia
114. Risipeni
115. Rediu
116. Rezina
117. Românești
118. Sărata Nouă
119. Sărata Veche
120. Serghieni
121. Sculeni-Târg
122. Sculenii-Vechi
123. Scumpia
124. Semeni
125. Sinești
126. Slobozia-Bisericani
127. Socii Noi
128. Socii Vechi
129. Stolniceni
130. Șoltoaia
131. Taxobeni
132. Teșcureni